# Kendry Páez
Ray Kendry Páez Andrade (Guayaquil, 4 de mayo de 2007) es un futbolista ecuatoriano que juega como centrocampista en el Racing Club de Estrasburgo de la Ligue 1 de Francia, cedido por el Chelsea Football Club.

## Trayectoria
Kendry Páez comenzó su carrera en la Academia Alfaro Moreno a la edad de cinco años. Fue ofrecido al Barcelona Sporting Club a la edad de ocho años, pero el club no lo fichó porque era demasiado difícil para un presidente pagar por un jugador a esta edad. Más tarde tuvo un breve paso por Emelec antes de mudarse a Patria donde comenzó a destacarse más regularmente como delantero.
En 2018, a la edad de 12 años, se unió a Independiente del Valle. Sus actuaciones para el equipo juvenil, que incluyeron haber sido nombrado jugador más destacado en el Trofeo Next Generation 2022 en Salzburgo (Austria), llamaron la atención de varios clubes en toda Europa. Según los informes, el Borussia Dortmund de Alemania mostró interés en él, mientras que el Manchester United de Inglaterra rechazó una oferta inicial por Páez en diciembre de 2022.
Fue ascendido al primer equipo de Independiente del Valle para la pretemporada de 2023, cuando tenía quince años. El 25 de febrero hizo su debut en la Serie A de Ecuador, anotando el tercer gol en la victoria por 3-1 sobre Mushuc Runa después de recibir un pase elevado en el lado derecho del área penal de Anthony Landázuri. Instintivamente, pasó el balón por encima del portero Jorge Pinos con una volea hacia la esquina más alejada de la portería. Al hacerlo, se convirtió en el debutante más joven y el goleador más joven en la máxima categoría ecuatoriana.
El 5 de junio de 2023, se anunció que Páez se uniría al Chelsea de la Premier League después de cumplir 18 años, en el verano de 2025. El 31 de julio de 2025 fue anunciado por el Racing Club de Estrasburgo Alsacia de la Ligue 1 de Francia, en una cesión por una temporada, debido al acuerdo entre el club inglés y francés.

## Selección nacional
Ha representado a Ecuador en la categoría sub-17, marcando contra Argentina y Colombia. Quedó fuera de la selección sub-20 de Ecuador para el Campeonato Sudamericano de Fútbol Sub-20 de 2023 para facilitar su transición al primer equipo de Independiente del Valle.
El 9 de mayo de 2023 se anunció su convocatoria para disputar la Copa Mundial de Fútbol Sub-20 de 2023.
El 5 de junio de 2023 se anunció su convocatoria para disputar los partidos amistosos para la doble fecha FIFA ante la selección de Bolivia y Costa Rica, siendo este el primer llamado a la selección mayor.
El 12 de septiembre de 2023 debutó a la edad de 16 años como titular con la selección mayor, teniendo una destacada participación y otorgando una asistencia a Félix Torres para que anotara el gol del triunfo ante Uruguay en Quito. En la fecha doble de octubre de 2023 Ecuador jugó contra Bolivia en La Paz, en aquel partido anotó el primer gol en la victoria 2-1, dicho tanto lo convirtió en el jugador más joven en anotar en las eliminatorias de Conmebol en toda la historia.
El 29 de mayo de 2024, fue incluido en la lista de 26 futbolistas convocados por Félix Sánchez Bas para su participación en la Copa América 2024.
El 26 de junio de 2024 marca su primer gol en Copa América en el segundo partido de Ecuador en la competición, anotando de penal el segundo gol de su selección en la victoria 3-1 sobre Jamaica. Con 17 años y 53 días se convierte en el segundo goleador más joven en la historia de la competición, detrás del colombiano Johnnier Montaño que marcó con 16 años y 171 días en la Copa América 1999.
El 5 de enero de 2025 se anunció su convocatoria para disputar el Campeonato Sudamericano Sub-20 en Venezuela.

### Categorías inferiores

#### Participaciones en Sudamericanos
| Campeonato                  | Sede      | Resultado    | Partidos | Goles |
| --------------------------- | --------- | ------------ | -------- | ----- |
| Sudamericano Sub-17 de 2023 | Ecuador   | Subcampeón   | 8        | 2     |
| Sudamericano Sub-20 de 2025 | Venezuela | Primera fase | 4        | 1     |

#### Participaciones en Copas del Mundo
| Campeonato                  | Sede      | Resultado        | Partidos | Goles |
| --------------------------- | --------- | ---------------- | -------- | ----- |
| Copa Mundial Sub-20 de 2023 | Argentina | Octavos de final | 4        | 1     |

### Selección absoluta

#### Participaciones en eliminatorias
| Eliminatorias      | Sede            | Resultado   | Partidos | Goles | Asist. |
| ------------------ | --------------- | ----------- | -------- | ----- | ------ |
| Eliminatorias 2026 | América del Sur | Clasificado | 10       | 1     | 1      |

#### Participaciones en Copa América
| Copa              | Sede           | Resultado        | Partidos | Goles |
| ----------------- | -------------- | ---------------- | -------- | ----- |
| Copa América 2024 | Estados Unidos | Cuartos de final | 4        | 1     |

### Partidos internacionales
Actualizado al último partido disputado el 10 de junio de 2025.
| \| N.° \| Fecha \| Ciudad \| Rival \| Resultado \| Resultado \| Competencia \| \| --- \| ------------------------ \| ------------- \| --------- \| ------------ \| --------- \| ----------------------------- \| \| 1. \| 12 de septiembre de 2023 \| Quito \| Uruguay \| 2-1 \| Victoria \| Eliminatorias al Mundial 2026 \| \| 2. \| 12 de octubre de 2023 \| La Paz \| Bolivia \| 2-1 \| Victoria \| Eliminatorias al Mundial 2026 \| \| 3. \| 17 de octubre de 2023 \| Quito \| Colombia \| 0-0 \| Empate \| Eliminatorias al Mundial 2026 \| \| 4. \| 16 de noviembre de 2023 \| Maturín \| Venezuela \| 0-0 \| Empate \| Eliminatorias al Mundial 2026 \| \| 5. \| 21 de noviembre de 2023 \| Quito \| Chile \| 1-0 \| Victoria \| Eliminatorias al Mundial 2026 \| \| 6. \| 24 de marzo de 2024 \| Harrison \| Italia \| 0-2 \| Derrota \| Amistoso \| \| 7. \| 9 de junio de 2024 \| Chicago \| Argentina \| 0-1 \| Derrota \| Amistoso \| \| 8. \| 12 de junio de 2024 \| Chester \| Bolivia \| 3-1 \| Victoria \| Amistoso \| \| 9. \| 16 de junio de 2024 \| East Hartford \| Honduras \| 2-1 \| Victoria \| Amistoso \| \| 10. \| 22 de junio de 2024 \| Santa Clara \| Venezuela \| 1-2 \| Derrota \| Copa América 2024 \| \| 11. \| 26 de junio de 2024 \| Paradise \| Jamaica \| 3-1 \| Victoria \| Copa América 2024 \| \| 12. \| 30 de junio de 2024 \| Glendale \| México \| 0-0 \| Empate \| Copa América 2024 \| \| 13. \| 4 de julio de 2024 \| Houston \| Argentina \| 1-1 (2-4 p.) \| Empate \| Copa América 2024 \| \| 14. \| 6 de septiembre de 2024 \| Curitiba \| Brasil \| 0-1 \| Derrota \| Eliminatorias al Mundial 2026 \| \| 15. \| 10 de septiembre de 2024 \| Quito \| Perú \| 1-0 \| Victoria \| Eliminatorias al Mundial 2026 \| \| 16. \| 10 de octubre de 2024 \| Quito \| Paraguay \| 0-0 \| Empate \| Eliminatorias al Mundial 2026 \| \| 17. \| 14 de noviembre de 2024 \| Guayaquil \| Bolivia \| 4-0 \| Victoria \| Eliminatorias al Mundial 2026 \| \| 18. \| 10 de junio de 2025 \| Lima \| Perú \| 0-0 \| Empate \| Eliminatorias al Mundial 2026 \| |                          |               |           |              |           |                               |
| N.° | Fecha                    | Ciudad        | Rival     | Resultado    | Resultado | Competencia                   |
| 1. | 12 de septiembre de 2023 | Quito         | Uruguay   | 2-1          | Victoria  | Eliminatorias al Mundial 2026 |
| 2. | 12 de octubre de 2023    | La Paz        | Bolivia   | 2-1          | Victoria  | Eliminatorias al Mundial 2026 |
| 3. | 17 de octubre de 2023    | Quito         | Colombia  | 0-0          | Empate    | Eliminatorias al Mundial 2026 |
| 4. | 16 de noviembre de 2023  | Maturín       | Venezuela | 0-0          | Empate    | Eliminatorias al Mundial 2026 |
| 5. | 21 de noviembre de 2023  | Quito         | Chile     | 1-0          | Victoria  | Eliminatorias al Mundial 2026 |
| 6. | 24 de marzo de 2024      | Harrison      | Italia    | 0-2          | Derrota   | Amistoso                      |
| 7. | 9 de junio de 2024       | Chicago       | Argentina | 0-1          | Derrota   | Amistoso                      |
| 8. | 12 de junio de 2024      | Chester       | Bolivia   | 3-1          | Victoria  | Amistoso                      |
| 9. | 16 de junio de 2024      | East Hartford | Honduras  | 2-1          | Victoria  | Amistoso                      |
| 10. | 22 de junio de 2024      | Santa Clara   | Venezuela | 1-2          | Derrota   | Copa América 2024             |
| 11. | 26 de junio de 2024      | Paradise      | Jamaica   | 3-1          | Victoria  | Copa América 2024             |
| 12. | 30 de junio de 2024      | Glendale      | México    | 0-0          | Empate    | Copa América 2024             |
| 13. | 4 de julio de 2024       | Houston       | Argentina | 1-1 (2-4 p.) | Empate    | Copa América 2024             |
| 14. | 6 de septiembre de 2024  | Curitiba      | Brasil    | 0-1          | Derrota   | Eliminatorias al Mundial 2026 |
| 15. | 10 de septiembre de 2024 | Quito         | Perú      | 1-0          | Victoria  | Eliminatorias al Mundial 2026 |
| 16. | 10 de octubre de 2024    | Quito         | Paraguay  | 0-0          | Empate    | Eliminatorias al Mundial 2026 |
| 17. | 14 de noviembre de 2024  | Guayaquil     | Bolivia   | 4-0          | Victoria  | Eliminatorias al Mundial 2026 |
| 18. | 10 de junio de 2025      | Lima          | Perú      | 0-0          | Empate    | Eliminatorias al Mundial 2026 |

### Goles internacionales
| \| N.° \| Fecha \| Lugar \| Rival \| Gol \| Resultado \| Resultado \| Competición \| \| --- \| --------------------- \| ------------------------------------------- \| ------- \| --- \| --------- \| --------- \| -------------------------- \| \| 1. \| 12 de octubre de 2023 \| Estadio Hernando Siles, La Paz, Bolivia \| Bolivia \| 1–0 \| 2–1 \| Victoria \| Eliminatorias Mundial 2026 \| \| 2. \| 26 de junio de 2024 \| Allegiant Stadium, Paradise, Estados Unidos \| Jamaica \| 2–0 \| 3–1 \| Victoria \| Copa América 2024 \| |                       |                                             |         |     |           |           |                            |
| N.° | Fecha                 | Lugar                                       | Rival   | Gol | Resultado | Resultado | Competición                |
| 1. | 12 de octubre de 2023 | Estadio Hernando Siles, La Paz, Bolivia     | Bolivia | 1–0 | 2–1       | Victoria  | Eliminatorias Mundial 2026 |
| 2. | 26 de junio de 2024   | Allegiant Stadium, Paradise, Estados Unidos | Jamaica | 2–0 | 3–1       | Victoria  | Copa América 2024          |

## Estadísticas

### Clubes
Actualizado al último partido disputado el 17 de agosto de 2025.
| Club                              | Div.          | Temporada     | Liga  | Liga  | Liga   | Copas nacionales | Copas nacionales | Copas nacionales | Copas internacionales | Copas internacionales | Copas internacionales | Total | Total | Total  |
| Club                              | Div.          | Temporada     | Part. | Goles | Asist. | Part.            | Goles            | Asist.           | Part.                 | Goles                 | Asist.                | Part. | Goles | Asist. |
| --------------------------------- | ------------- | ------------- | ----- | ----- | ------ | ---------------- | ---------------- | ---------------- | --------------------- | --------------------- | --------------------- | ----- | ----- | ------ |
| Independiente del Valle · Ecuador | 1.ª           | 2023          | 24    | 5     | 1      | —                | —                | —                | 5                     | 0                     | 0                     | 29    | 5     | 1      |
| Independiente del Valle · Ecuador | 1.ª           | 2024          | 27    | 7     | 3      | 6                | 0                | 0                | 8                     | 1                     | 2                     | 41    | 8     | 5      |
| Independiente del Valle · Ecuador | Total club    | Total club    | 51    | 12    | 4      | 6                | 0                | 0                | 13                    | 1                     | 2                     | 70    | 13    | 6      |
| Racing de Estrasburgo Francia     | 1.ª           | 2025-26       | 1     | 0     | 0      | 0                | 0                | 0                | 0                     | 0                     | 0                     | 1     | 0     | 0      |
| Racing de Estrasburgo Francia     | Total club    | Total club    | 1     | 0     | 0      | 0                | 0                | 0                | 0                     | 0                     | 0                     | 1     | 0     | 0      |
| Total carrera                     | Total carrera | Total carrera | 52    | 12    | 4      | 6                | 0                | 0                | 13                    | 1                     | 2                     | 71    | 13    | 6      |
| 1. 2.                             |               |               |       |       |        |                  |                  |                  |                       |                       |                       |       |       |        |

### Selección
Actualizado al último partido disputado el 10 de junio de 2025.
| Selección          | Año             | Amistosos | Amistosos | Amistosos | Continental | Continental | Continental | Mundial | Mundial | Mundial | Total | Total | Total  | Media goleadora |
| Selección          | Año             | Part.     | Goles     | Asist.    | Part.       | Goles       | Asist.      | Part.   | Goles   | Asist.  | Part. | Goles | Asist. | Media goleadora |
| ------------------ | --------------- | --------- | --------- | --------- | ----------- | ----------- | ----------- | ------- | ------- | ------- | ----- | ----- | ------ | --------------- |
| Absoluta · Ecuador | 2023            | —         | —         | —         | 5           | 1           | 1           | —       | —       | —       | 5     | 1     | 1      | 0.2             |
| Absoluta · Ecuador | 2024            | 4         | 0         | 1         | 8           | 1           | 0           | —       | —       | —       | 12    | 1     | 1      | 0.08            |
| Absoluta · Ecuador | 2025            | 0         | 0         | 0         | 1           | 0           | 0           | —       | —       | —       | 1     | 0     | 0      | 0               |
| Absoluta · Ecuador | Total           | 4         | 0         | 1         | 14          | 2           | 1           | 0       | 0       | 0       | 18    | 2     | 2      | 0.11            |
| Total selección    | Total selección | 4         | 0         | 1         | 14          | 2           | 1           | 0       | 0       | 0       | 18    | 2     | 2      | 0.11            |
| 1.                 |                 |           |           |           |             |             |             |         |         |         |       |       |        |                 |

## Palmarés

### Campeonatos nacionales
| Título               | Club                    | Año  |
| -------------------- | ----------------------- | ---- |
| Supercopa de Ecuador | Independiente del Valle | 2023 |

### Campeonatos internacionales
| Título              | Club                    | Año  |
| ------------------- | ----------------------- | ---- |
| Recopa Sudamericana | Independiente del Valle | 2023 |

### Distinciones individuales
| Distinción                                       | Año  |
| ------------------------------------------------ | ---- |
| Incluido en el once ideal de la LigaPro Serie A  | 2023 |
| Jugador revelación de la LigaPro Serie A         | 2023 |
| Mejor volante ofensivo de la LigaPro Serie A     | 2023 |
| Mejor jugador de la Fase 1 de la LigaPro Serie A | 2024 |
| Incluido en el once ideal de la LigaPro Serie A  | 2024 |

## Estilo de juego
Descrito como un regateador intrépido, se inspiró en su compatriota Gonzalo Plata y en el argentino Lionel Messi, a quienes veía de niño, para mejorar su propia habilidad en el regate.